# Cid Gonzaga
Cid Gonzaga (Laguna, 29 de abril de 1889 — , ) foi um jornalista e político brasileiro.
Foi deputado à Assembleia Legislativa de Santa Catarina na 12ª legislatura (1925 — 1927) e na 13ª legislatura (1928 — 1930).
Foi deputado à Assembleia Legislativa de Santa Catarina na 1ª legislatura (1935 — 1937), como suplente convocado.
Está sepultado no Cemitério do Hospital de Caridade de Florianópolis.